# Gospići csata
A gospići csata (horvátul: Bitka za Gospić) a horvátországi Gospić környékén 1991. augusztus 29. és szeptember 22. között, a horvátországi háború idején zajlott. A csatában a város öt laktanyájában állomásozó Jugoszláv Néphadsereg (JNA) és a Szerb Gárda félkatonai egységei álltak szemben a Horvát Nemzeti Gárdával (ZNG), a Gospićban állomásozó horvát rendőri erőkkel és a Horvátország más részeiről érkező rendőri erősítéssel. Gospić keleti körzeteiben, amelyet a JNA erői és támogató tüzérsége ellenőriztek, az erőviszonyok sokáig statikusak voltak, de miután szeptember 14-én a horvátok elfoglalták a JNA több raktárát és laktanyáját az egyensúly a horvát erők javára tolódott el. Szeptember 20-ra a horvátok az egyetlen megmaradt laktanyát is elfoglalták, aminek következtében a JNA és a Szerb Gárda erői kiszorultak a városból.
A csata a Lika régióban fokozódó etnikai feszültségek következménye volt, melyek során horvát civileket értek támadások Lovinacban, megtámadták a horvát rendőrség ellenőrző pontját Žuta Lokvában, valamint a Plitvicei-tavaknál és összecsapások történtek a Gospić–Plitvička Jezera úton a Ljubovo-hágónál is. 1991 hátralévő részében a régió helyzete tovább romlott, ami a gospići és a široka kulai mészárlások során szerbek és horvátok elleni háborús bűnös akciókhoz vezetett. Végül a térségben folyó harcok holtpontra jutottak, területi előnyöket a felek alig vagy egyáltalán nem értek el, egészen addig, amíg az 1992. január 2-i szarajevói megállapodás aláírásával tartós tűzszünet nem született.

## Előzmények
1990 augusztusában felkelés tört ki Horvátországban, amelynek középpontjában a dalmát hátország Knin városa körüli, túlnyomórészt szerbek lakta részei, valamint a Lika, a Kordun és a Banovina régió egyes részei, valamint Horvátország keleti, jelentős szerb lakossággal rendelkező települései voltak. Ezek a régiók az újonnan megalakult SAO Krajina (Krajinai Szerb Autonóm Terület) részei lettek. Az SAO Krajina Szerbiához való csatlakozási szándékának bejelentése azt eredményezte, hogy Horvátország kormánya a felkelést lázadásnak nyilvánította.
1991 márciusára a konfliktus Horvátország függetlenségi háborújává fajult, majd 1991 júniusában, Jugoszlávia felbomlásával Horvátország kikiáltotta függetlenségét. A függetlenségi nyilatkozat három hónapos moratóriumot követően október 8-án lépett hatályba. A december 19-én a Krajinai Szerb Köztársaságra (RSK) átkeresztelt SAO Krajina ezután etnikai tisztogató akciókat indított a horvát civil lakosság ellen.
A fokozódó feszültségek szabályozását nehezítette az SAO Krajina növekvő támogatása, amelyet a Jugoszláv Néphadsereg (JNA) nyújtott. A horvát rendőrség képtelen volt megbirkózni a helyzettel, ami 1991 májusában a Horvát Nemzeti Gárda (ZNG) létrehozásához vezetett. Miközben a horvátországi katonai konfliktus tovább eszkalálódott a ZNG katonai erővé fejlesztését megnehezítette az ENSZ szeptemberben bevezetett fegyverembargója. Augusztus 26-án megkezdődött a konfliktus addigi legnagyobb fegyveres összecsapása, a vukovári csata.

## Bevezető események
A Lika régióban már amúgy is feszült helyzet az április 1-jei plitvicei-tavaki incidenst követően, amikor a horvát függetlenségi harc első halálos áldozata bekövetkezett tovább romlott. Ez tükröződött az erőszakos incidensek számának növekedésében, az illegális közúti ellenőrző pontok felállításában és a kézi lőfegyverek időnkénti cseréjében. Júniusban Horvátország parlamenti nyilatkozattal erősítette meg szuverenitását. Június 22-én a Gospić és az SAO Krajina által ellenőrzött Gračac közötti úton három rendőrt raboltak el, és június 27-28-án sorozatos Lika különböző részein, beleértve Gospićot is, támadások történtek a horvát rendőrség ellen. 1991 júliusában a JNA nyíltan szembeszállt a horvát rendőrséggel és a likai ZNG-vel. Július 1-jén a JNA körülzárta a plitvicei rendőrőrsöt, július 6-án pedig Gospić közelében a JNA katonái két ZNG katonát öltek meg, másik kettőt pedig megsebesítettek. A harcok tovább fokozódtak a Gospić–Korenica úton a Ljubovo-hágónál, ahol július 28–29-én a JNA és a SAO Krajina csapatai harcoltak és visszaszorították a ZNG erőit.
Az etnikai erőszak tovább fokozódott, amikor szerb félkatonai szervezetek augusztus 5-én a dél-likai Lovinacból elraboltak és megöltek öt horvát civilt, és megtámadták a žuta lokvai rendőrségi ellenőrzőpontot. Augusztus elején Gospić helyőrségének megerősítésére a JNA 236. Proleter gépesített dandárját (a dandár csak nevében volt dandár, valójában csak egy századnyi egység volt) és a 4. páncélosdandár gépesített zászlóaljának egy részét, a Ljubovo-hágóra vezényelte. A hónap további megmozdulásai közé tartozik 30-án a Plitvicei rendőrőrs SAO Krajina erői általi megtámadása és elfoglalása.
Plitvice küszöbön álló elfoglalásával és a ZNG augusztus 31-i, a Gospićtól 8 kilométerre északra fekvő Lički Osikból való kivonásával, a SAO Krajina és a JNA Likában magára Gospićra helyezte a hangsúlyt, ahol a szerbek a 12 000 fős teljes lakosság 38,4%-át alkották.

## A rendelkezésre álló erők
A JNA erők 70 tisztből és 200 katonából álltak,] akik a Stanko Opsenica laktanyában és Gospić négy másik kisebb JNA laktanyájában állomásoztak. A helyőrséget a Đorđe Božović vezette 128. Szerb Gárda félkatonai egységei támogatták,  amelyek a Dél-Likai Területvédelmi erők parancsnokával 1991-ben készített interjú szerint Szerbiából a JNA szállítmányával érkeztek Gospićba. Az 1991-es átszervezést követően a gospići székhelyű JNA egységek a 236. gépesített dandár és a 35. partizánhadosztály 1. dandárja voltak, mindkét egység a Rijekai hadtest alárendeltségében működött. Ezt megelőzően Gospićban állomásozott a 10. Proleter gyalogezred, egy B-osztályú egység, amelyre a csapatok hadilétszáma 15%-ának fenntartására volt szükség, de a 9. Proleter gyalogezreddel egyesítve alkották a 236. gépesített dandárt. 23] A gospići JNA helyőrséget formálisan Petar Ćavar ezredes irányította, a tényleges vezetést azonban vezérkari főnöke, Relja Tomić jugoszláv kémelhárító őrnagy gyakorolta.
Szeptember elején a Gospićban tartózkodó horvát erők 427 katonából, nagyrészt a gospići, fiumei és zaboki rendőri erőkből, gospići, zágrábi és zenggi önkéntesekből, valamint a horvát védelmi erők csapataiból álltak. Az egyetlen ZNG egység Gospićban a 118. gyalogosdandár volt, amely augusztus 14-én a ZNG 58. független zászlóalja körül kezdett formálódni, de csak október után állították össze teljesen. Szeptember közepére a dandár két zászlóaljból állt – az egyikben négy, a másikban három századdal. A 118. gyalogosdandár parancsnoka Mirko Norac alezredes, míg a gospići horvát rendőrség vezetője Ivan Dasović volt.

## A csata lefolyása

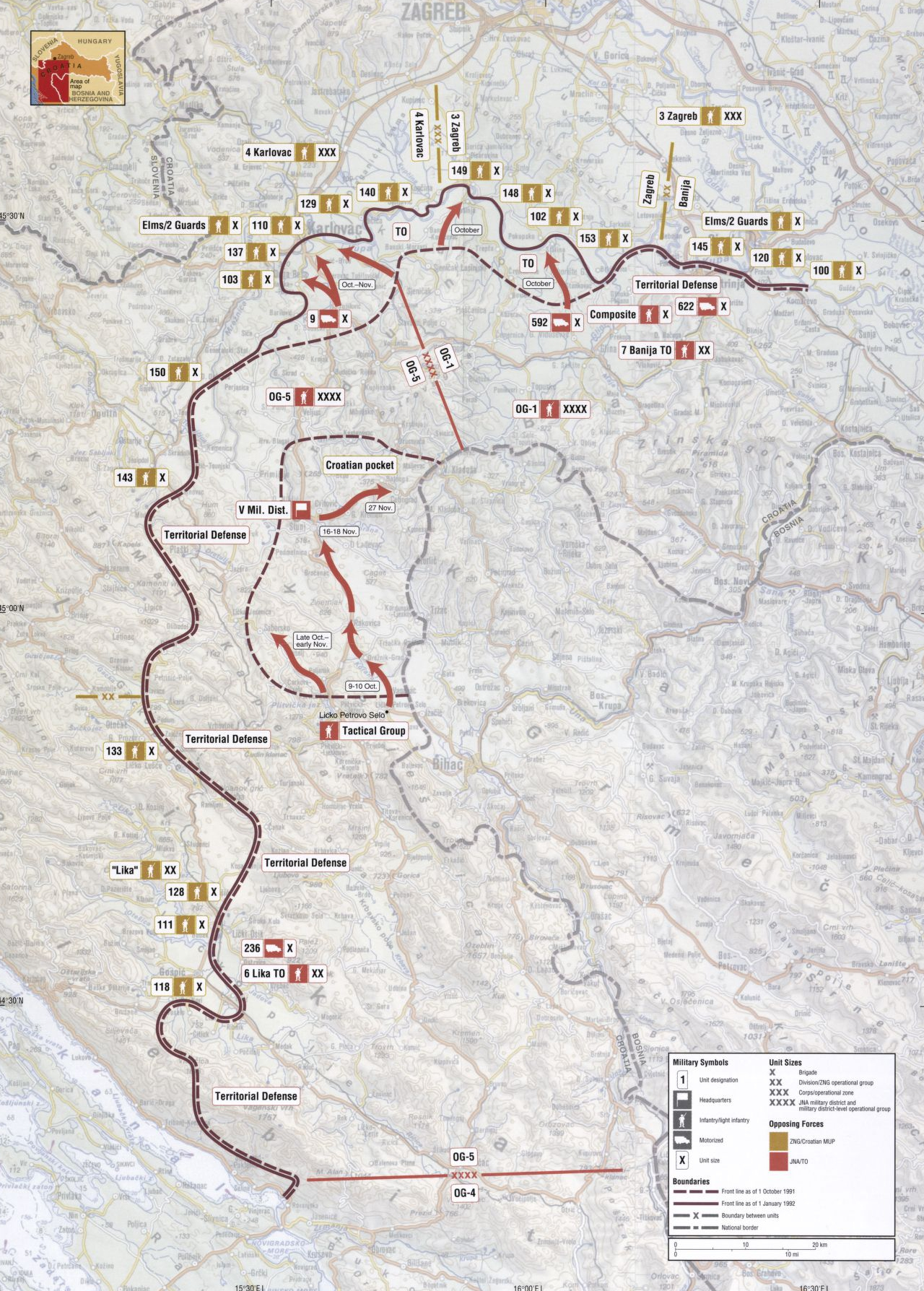
Frontvonalak Lika, Kordun és Banovina területén Horvátországban 1991. október–decemberben

A JNA és a szerb félkatonai erők 1991. augusztus 29-én a Divoselo faluban és a JNA-nak a Jasikovac laktanyában állomásozó tüzérségével lőni kezdték Gospićot. A támadások intenzitása szeptember közepe felé jelentősen megnőtt, jelentős károkat okozva a városban. A szerbek egyik jelentése a támadásról úgy becsülte, hogy a város építményeinek több mint 50%-a megsérült.
A csata kezdetén a JNA és a félkatonai csapatok kiszorították a horvát haderőt Gospić keleti részéből. Szeptember 5-én a horvát erők elfogták Trajče Krstevski JNA vezérőrnagyot, valamint három páncélost és 32 katonát, amikor megpróbálták elérni a város központjában elszigetelt JNA laktanyát, de a fogolycseréről való sikeres tárgyalást követően másnap elengedték őket. A Gospićban tartózkodó horvát parancsnokok azonban, ellentétben a zágrábi horvát hatóságok utasításaival, elutasították azt a kérést, hogy a páncélosokat is visszaküldjék. Krstevski elfogását követően a JNA tüzérségi támadása felerősödött, átlagosan napi 1100 tüzérségi lövedéket lőttek a városra. Az intenzív bombázás ellenére a csata második hete a frontvonalak változása nélkül holtpontra jutott.
A ZNG és a horvát rendőrség azt tervezte, hogy Horvátországnak a kormány által ellenőrzött részén a JNA összes létesítményében szeptember 14-én kikapcsolják az áramot, valamint megszüntetik a vízellátást és a kommunikációt. Gospićban ezt az akciót szeptember 13-ra hozták előre, ugyanarra a napra, amikor a ZNG elfoglalt egy JNA raktárat. Ez további 14 000 puskát és jelentős mennyiségű páncéltörő fegyvert biztosított a horvát csapatoknak, ami több mint elegendő volt ahhoz, hogy a horvát erők megmérkőzzenek a városban lévő JNA erőkkel. A perušići JNA laktanyát és a gospići Kaniža laktanyát már másnap elfoglalták. A gospići JNA helyőrség zöme szeptember 18-án, a Stanko Opsenica laktanyáért folytatott háromnapos harcot követően megadta magát. A JNA helyőrségének támogatását célzó gyalogsági támadást a horvát erők szeptember 16-án Divoselo térségében, ahol Božović is elesett, sikeresen visszaverték. Miután a városközpont viszonylag biztonságossá vált, a horvát csapatok kiterjesztették offenzívájukat, elfoglalták a Jasikovac laktanyát, és szeptember 20-ig felmentették a Ribnik és Bilaj falvakban levő két horvát kézben lévő kiszögellést. Ahogy a JNA megadta magát, a szerb erők, miközben a horvátok szeptember 22-re befejezték a szerb erők felszámolását Gospićban, a város keleti részeiről a Međak előtt 8 kilométerre lévő vonalra vonultak vissza.

## Következmények
A horvátok mintegy 300 JNA tisztet és katonát ejtett fogságba, akiket elfogásuk után Fiuméba vittek. Később kicserélték őket horvát hadifoglyokra, akiket a JNA a vukovári csatában és máshol Horvátországban ejtett foglyul. Nagy mennyiségű kézi lőfegyvert és lőszert, valamint hét harckocsit és tizenkét 120 milliméteres aknavetőt szereztek. A csata után, a Gospićtól körülbelül 5-8 kilométerre délre fekvő Divoselo és Lički Čitluk környékéről folytatódott Gospić tüzérségi támadása. A likai összecsapások 1992 januárjáig különösen Gospić és Otočac környékén folytatódtak, amikor mindkét fél igyekezett javítani pozícióján. Szeptember 23-án a JNA és a SAO Krajina erői, amelyek egy gyalogzászlóaljból és a Krajina Express páncélvonatból álltak, és amelyek a JNA Sveti Rokban található raktárát védték megállították a dél felé tartó horvát előrenyomulást. A JNA biztosította a raktárt, és szeptember 26-án elfoglalta Lovinacot. Szeptember végére az Otocsán körüli horvát védelmi állások kellőképpen megerősödtek ahhoz, hogy elsősorban Drenov Klanac falu közelében csak kisebb támadások induljanak. Október végén és december elején a harcok felerősödtek a Gospić melletti Divoselo környékén, de egyetlen terület sem cserélt gazdát. A Gospić tüzérségi bombázásának intenzitása 1991. november 1-jén tetőzött, amikor 3500 tüzérségi lövedék érte a várost. Decemberben a JNA Knin hadteste azt javasolta a JNA vezérkarának, hogy Gračacból nyomuljanak előre, hogy megkíséreljék elfoglalni Gospićot és Otocsánt, de a szarajevói egyezmény aláírása és az 1992. január 2-i tűzszünet egészen 1993 szeptemberéig a „Medaki zseb” hadművelet kezdetéig nagyrészt leállította a további harcokat.
A térségben folytatódó katonai összecsapásokat az etnikai erőszak eszkalációja kísérte, amely a gospići katonai hatóságok és az SAO Krajina katonasága által 1991 októberében Lički Osik környékén elkövetett háborús bűnökkel tetőzött. Gospićból mintegy száz szerb civilt hurcoltak el és ölték meg a környező mezőkön. A később gospići mészárlásként ismert esemény felelősei ellen a horvát igazságszolgáltatás eljárást indított. Ennek eredményeként 2003-ban Noracot és két másik vádlottat 12 év börtönbüntetésre ítélték. A Lički Osik környékén történt gyilkosságokban, amelyeket široka kulai mészárlásként ismernek, 40 civil, többségében horvátok, de néhány olyan szerb is életét vesztette, akiket Horvátország támogatásával gyanúsítottak. 2011-ben a szerbiai belgrádi bíróság négy szerb és egy horvát Široka Kulában történt meggyilkolása miatt elítélt négy korábbi SAO Krajina milicistát.
1993-ban a horvát hatóságok a polgári lakosság ellen elkövetett háborús bűnök miatt vádat emeltek 15 volt JNA-tiszt, Marcel Dusper, Tomo Čačić, Jovo Kuprešanin, Bogdan Odanović, Relja Tomić, Duško Bajić, Dane Drakula, Mićo Vasić, Goce Koneski, Slobodan Dotlić, Dragoljub Lazarević, Bodan Milšećo, Radovan Braslavvić, Radovan Braslavvić, Radovan Braslavić, Dane Drakula, Mićo Vasić és Goce Koneski ellen, akik 1991-ben a gospići helyőrségben teljesítettek szolgálatot. Drakula kivételével távollétében valamennyi vádlottat bíróság elé állították. Drakulát felmentették, Duspert, Tomićot és Bajićot 20 év börtönre, míg a többi vádlottat 15 évre ítélték. Az ítéleteket Horvátország Legfelsőbb Bírósága 1994-ben helybenhagyta. Dotlićot, miután meglátogatta Horvátországban élő szüleit, 2013. október 18-án tartóztatták le. Letartóztatása előtt Dotlić új eljárás lefolytatását kérte, de letartóztatása után az ellene felhozott vádakat fegyveres felkelésre változtatták. Ezt később az általános amnesztiatörvényt követően ejtették.

## Fordítás
Ez a szócikk részben vagy egészben  a   Battle of Gospić című angol Wikipédia-szócikk ezen változatának fordításán alapul.  Az eredeti cikk szerkesztőit annak laptörténete sorolja fel. Ez a jelzés csupán a megfogalmazás eredetét és a szerzői jogokat jelzi, nem szolgál a cikkben szereplő információk forrásmegjelöléseként.